# Percy Frankland
Percy Faraday Frankland, membro del CBE e della Royal Society (3 ottobre 1858 – 28 ottobre 1946), è stato un chimico inglese.
Fu figlio di Edward Frankland.
Fu professore di chimica presso la Royal School of Mines dal 1880 al 1888, professore di chimica presso l'University College a Dundee dal 1888 al 1894, nonché professore di chimica al Mason College a Birmingham (l'attuale Birmingham University) dal 1894 al 1919. Applicò la batteriologia alle analisi dell'acqua e studiò gli aspetti chimici della fermentazione.
Nel 1920 ricevette il CBE.
Morì nel 1946 presso il Loch Awe, nell'Argyllshire, Scozia. Nel 1882 sposò Grace, la figlia di Joseph Toynbee.